# 梅之郷
梅之郷（うめのごう）は、愛知県海部郡飛島村にある地名。字が7つある。

## 地理
飛島村の東端に位置する。西は飛島新田・松之郷、南は飛島新田、北は日光川を挟み名古屋市港区藤前に接する。国道23号以南は市街化地域に指定されているため、工場などが多く所在する。

### 字一覧
（配列は五十音順・読みはyahoo地図による）
- 北梅（きたうめ）
- 中梅（なかうめ）
- 西梅（にしうめ）
- 東梅（ひがしうめ）
- 東ノ割（ひがしのわり）
- 南梅（みなみうめ）
- 宮東（みやひがし）

### 河川
- 日光川

## 歴史

### 沿革
- 1952年（昭和27年） - 大字飛島新田の一部より成立[1]。

## 世帯数と人口
2015年（平成27年）10月1日現在の世帯数と人口は以下の通りである。
| 大字   | 世帯数 | 人口  |
| ------ | ------ | ----- |
| 梅之郷 | 53世帯 | 171人 |

### 人口の変遷
国勢調査による人口の推移
| 1995年（平成7年）  | 247人 | [ 7 ]  |  |
| 2000年（平成12年） | 220人 | [ 8 ]  |  |
| 2005年（平成17年） | 197人 | [ 9 ]  |  |
| 2010年（平成22年） | 207人 | [ 10 ] |  |
| 2015年（平成27年） | 171人 | [ 3 ]  |  |

## 学区
市立小・中学校に通う場合、学区は以下の通りとなる。また、公立高等学校に通う場合の学区は以下の通りとなる。
| 番・番地等 | 小学校           | 中学校           | 高等学校 |
| ---------- | ---------------- | ---------------- | -------- |
| 全域       | 飛島村立飛島学園 | 飛島村立飛島学園 | 尾張学区 |

## 交通

### 道路
- 国道23号（名四国道）
- 国道302号（名古屋環状2号線）
- 飛島北インターチェンジ

## 施設
- 日光川河口排水機場北緯35度4分48秒 東経136度49分21.4秒 / 北緯35.08000度 東経136.822611度
- 梅之郷神明社北緯35度4分50.1秒 東経136度48分49.7秒 / 北緯35.080583度 東経136.813806度

## その他

### 日本郵便
- 郵便番号 : 490-1435[4]（集配局：弥富郵便局[13]）。